# Нікколо Паганіні (фільм)
«Нікколо Паганіні» — радянсько-болгарський чотирисерійний телевізійний художній фільм про життя і творчість Нікколо Паганіні, випущений до 200-річчя від дня народження великого італійського скрипаля і композитора. Знятий за мотивами книги А. К. Виноградова «Засудження Паганіні» у 1982 році.

## Сюжет
Юліус Шмідт, біограф Нікколо Паганіні, оповідаючи про життя великого італійського композитора і скрипаля, про його злети, падіння, кохання і конфлікти з католицькою церквою, намагається осягнути природу генія, розгадати причину геніальності творів Паганіні.

## У ролях
- Володимир Мсрян —  Нікколо Паганіні  (роль озвучив  Сергій Шакуров)
- Стефан Васілев —  Паганіні в дитинстві
- Альберт Філозов —  Юліус Шмідт, магістр філософії
- Алла Чернова —  Антонія Б'янкі
- Армен Джигарханян —  Діно К'яреллі
- Володимир Самойлов —  князь Боргезе
- Донатас Баніоніс —  Луїджі Джермі, адвокат  (роль озвучив  Петро Шелохонов)
- Георгі Георгієв-Гец —  Франтішек
- Юрій Катін-Ярцев —  Урбіно
- Всеволод Шиловський —  Россіні
- Леонід Коган — камео
- Віолета Донева — епізод
- Володимир Піцек —  Венцель
- Габріель Воробйов —  Акілле Паганіні
- Петро Слабаков —  Антоніо Паганіні, батько Нікколо
- Валерій Єрьомичев — епізод
- Ольгерт Кродерс —  Меттерніх
- Ваня Цветкова —  Діда/Карлотта/Крошка
- Борис Арабов —  Верон
- Марін Янев —  Ребіццо
- Юозас Будрайтіс —  Берліоз
- Саулюс Баландіс — епізод
- Рімгаудас Карвяліс —  ксьондз
- Борис Клюєв —  Фердінандо Паер
- Іван Дмитрієв —  граф Розумовський
- Олександр Романцов —  скрипаль
- Вітаутас Томкус —  Джон
- Стефан Ілієв — епізод

## Знімальна група
- Сценарій —  Олега Стукалова-Погодіна,  Леонід Менакер
- Режисер-постановник:  Леонід Менакер
- Оператор-постановник —  Володимир Ковзель
- Художники-постановники —  Валерій Юркевич, Димитр Желев
- Композитор —  Сергій Баневич
- Звукооператор —  Оксана Стругіна
- Диригент —  Роберт Лютер,  Лео Корхін